# Riccardo Illy

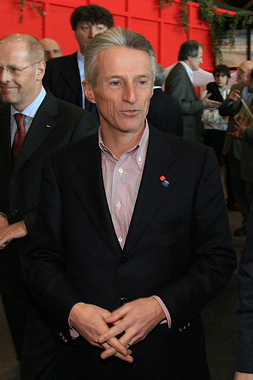
Riccardo Illy 2008

Riccardo Illy, född 24 september 1955 i Trieste, Friuli-Venezia Giulia, Italien, är en italiensk politiker och affärsman. .

## Biografi
Som ung arbetade han som skidinstruktör och seglingsinstruktör. Fortfarande ganska ung gifte han sig med mat- och vinjournalisten Rossana Bettini och de har en dotter, Daria Illy.
Han började arbeta i familjens kaffetillverkningsfirma 1977. Där strukturerade han upp de internationella affärerna, likaså inom den egna firman. Han skrev även en bok, Dal Caffe all'Espresso (från kaffeböna till espresso),  som har översatts till engelska, franska och tyska. Han är för närvarande vicepresident i "Illycaffe SpA" - ett företag grundat av hans farfar 1933, som bedriver verksamhet i 70 länder (2008). Han är även vicepresident för företagarföreningen i Trieste och verkställande direktör (president) för Seminario Permanente Veronelli.
Oberoende och stödd av Olivträdsalliansen, "Ulivo Party", har Riccardo Illy blivit vald två gånger, 1993 och 1997, till borgmästare i Trieste. Som borgmästare och musikälskare har han tagit positionen som ordförande för Triestes Teater Giuseppe Verdi. År 2001 blev han vald till ledamot i det italienska parlamentet, med en blandad grupp oberoende medlemmar. Han blev även vald till regionspresident för Friuli-Venezia Giulia i valet som hölls 8-9 juni 2003.
År 2006 vann han Quadriga-priset, som årligen delar ut pris för engagemang i förnyandet av ekonomiska, politiska och kulturella aktiviteter.
Vid valet den 14 april 2008 blev han besegrad av Renzo Tondo, och hans session som regionspresident slutade den 18 april.